# Arealva
Arealva é um município brasileiro do interior do estado de São Paulo. Sua população estimada em 2014 era de 8.299 habitantes. O município é formado pela sede (que inclui o povoado de Marilândia) e pelo distrito de Jacuba (que inclui o bairro de Santa Isabel).

## História
Os primeiros habitantes
 A história do município de Arealva, localizado na região do Médio Vale do Rio Tietê, no estado de São Paulo, pode ter seu início narrado a partir dos poucos vestígios deixados por seus primitivos habitantes em épocas pré-históricas. 
Os primeiros estudos arqueológicos realizados nas áreas próximas ao município de Arealva, que compreendem a vasta região do Médio Tietê, ocorreram nos anos 70, mas somente na década de 90, a partir da coleta de materiais líticos e cerâmicos de diversos aldeamentos pré-históricos em toda essa área, inclusive no município, é que se pode constatar que as populações primitivas que habitavam essa região não conheciam, em sua maioria, a técnica da manufatura cerâmica, e que por suas características pertenciam aos povos de tradição Tupi-Guarani. No entanto, esses estudos não tiveram continuidade e, sem o aprofundamento das pesquisas, não se pode chegar a uma definição mais detalhada.
O Tietê, rio que passa pelo município de Arealva, desde os primeiros séculos do Brasil Colônia, figurou como via de acesso dos bandeirantes, que acabaram mutilando as numerosas tribos indígenas do interior paulista, região que ainda não teria sido alcançada por um novo grupo, os caingangues. Até meados do século XIX, a imensa área na direção oeste da Província de São Paulo, situada entre os rios Tietê, Paraná e Paranapanema, era caracterizada nas cartas geográficas da época como “sertão desconhecido” ou “território habitado por índios”, que foi sendo ocupado por diversas correntes do povoamento branco, responsáveis pelo surgimento de numerosos núcleos urbanos.
Embora os primeiros sinais da ocupação branca nesse grande território, também conhecido como “sertão de Bauru”, só apareceram no século XIX, expedições que seguiam o curso do rio Tietê abrindo caminhos até as minas de Cuiabá, no Mato Grosso, já aconteciam desde o século XVIII. A região de Bauru era zona de passagem, sem qualquer sinal de fixação dos conquistadores brancos.
A partir de 1840, com as revoltas liberais de São Paulo e Minas e, posteriormente, com o início da Guerra do Paraguai, em 1864, muitos habitantes dos centros populosos de ambos os estados preferiram correr os riscos de se embrenharem no sertão paulista a se submeterem ao recrutamento. Dessa forma, muitos retirantes desceram pelo rio Tietê, conhecido como “rio das entradas”, atraídos pelas vastas extensões de terra roxa e incidência descontinua de terras arenosas que se prestavam perfeitamente à cultura cafeeira, além da criação de gado e cultivo de outros gêneros.
Nessa época  grande parte do “sertão de Bauru”, território compreendido entre os vales dos rios Batalha, Bauru, Tietê, Feio-Aguapeí e Peixe, estava sob o domínio dos índios caingangues. Como estes ocupavam posições estratégicas no processo de ocupação dessa região foram violentamente reprimidos, tendo suas terras tomadas e sendo escravizados, confinados em reservas insuficientes, destruídos e mortos pelos pioneiros, que iam invadindo o sertão.
O fundador de Soturna
Em meio a este cenário de conflito entre os pioneiros e os índios caingangues que lutavam por suas terras, por volta do ano de 1850, José Prestes saiu de Itapetininga, desceu pelo rio Tietê acompanhado de dois empregados em três canoas, sem destino. No percurso enfrentaram grandes perigos: índios hostis (provavelmente os caingangues), feras enormes, corredeiras e cachoeiras que surgiam de súbito. Após meses, aportaram à tarde, próximo a um córrego. Ali passaram a noite temendo um possível ataque de índios, mas nada ocorreu. Pela manhã, em meio a um silêncio profundo, José Prestes, observando a mata fechada, disse aos seus companheiros: “Mas que lugar soturno, este córrego vai se chamar córrego de Soturna. Aqui é o fim de nossa viagem, podem começar a descarregar as canoas. Daqui seguem as medidas de minha posse, três léguas rio Tietê abaixo, três léguas rio Tietê acima e três léguas da barra do córrego de Soturna até virar o espigão, em sua nascente".
José Prestes fez um acordo com os posseiros da região e ficou com uma sesmaria, às margens do Tietê, na barra do córrego de Soturna. O valente sertanejo, desbravador deste território, que viria a se tornar o município de Arealva, casou-se com uma moça de Água Limpa, hoje Santelmo. Dessa união nasceram dez filhos e a cada um José Prestes deu um pedaço de terra, dando origem ao Patrimônio de Soturna. Entre eles João Paulino, Cândido José, Victor Belarmino, Moisés, Messias e Maria Rita.
De povoado a distrito de Soturna
Em 1867 ocorreu a fundação do povoado de Soturna formado pelos filhos do pioneiro José Prestes. O vilarejo já contava com proprietários de outras famílias, tais como José Fernandes do Prado e Gasparino Quadros. O nome do povoado além de estar atrelado ao córrego, também era associado a sua proximidade do trecho do rio Tietê, onde havia uma enorme ilha, também chamada Soturna. Nessa época, o povoado pertencia ao município de Pederneiras, comarca de Jaú.
A notícia da existência de terras boas em Soturna logo se espalhou, chegando até os centros de imigração. Vieram para Soturna muitos imigrantes, sendo em sua maioria italianos, portugueses, espanhóis e um pequeno grupo de turcos e libaneses, que chegaram como mascates e com o passar do tempo se instalaram como comerciantes.
Em 1870 membros da Família Prestes fizeram a doação de uma gleba de dez alqueires de terra à Santa Catarina de Alexandria, santa de devoção de José Prestes, que acabou se tornando a padroeira do povoado. O registro da escritura pública da
doação dessas terras só foi feito em 4 de julho de 1904. De acordo com o registro em cartório de Jaú, no dia 26 de agosto de 1907, João Paulino Prestes e Cândido José Prestes oficializaram a doação do Patrimônio de Santa Catarina para a Diocese de Botucatu.
Em 20 de dezembro de 1911 o povoado passou a categoria de distrito, sendo denominado Distrito de Paz de Soturna, ainda pertencendo ao município de Pederneiras, tendo como primeiro escrivão de paz e tabelião José Pereira de Toledo e o primeiro juiz de paz, o senhor Pedro Pereira Garcia de Almeida. Dois anos depois, em setembro de 1913, teve início a construção da Igreja de Santa Catarina, por meio de doações de um grupo de moradores, entre eles Antonio Vitor Ferreira, cujo contrato da obra foi assinado com a empresa de Nicola Villaros e Alexandre Gutierres. A obra foi finalizada em 1915, quando a imagem da padroeira foi levada à igreja em procissão solene, no dia 25 de novembro.
Em 27 de dezembro de 1924, data na qual o distrito de Iacanga, também pertencente ao
município de Pederneiras, adquiriu sua autonomia político-administrativa, tornando-se município, o Distrito de Paz de Soturna passa a ser de sua incumbência. A emancipação de Iacanga ocorreu com muita disputa, pois Soturna também estava pleiteando a sua independência, não conseguindo apenas pela intervenção da família Garcia de Almeida e de outros políticos de Iacanga que tinham forte influência no governo do estado e também por ser mais desenvolvida economicamente. 
Nesse mesmo ano, foi instalado o telefone no distrito com um ramal ligando até Bariri, cidade mais próxima, servida por dois trens que iam diariamente até Jaú. Toda produção agrícola e a pecuária local era levada para Bariri. Bauru era mais distante e com estradas muito ruins. Por esse motivo, nasceu a Companhia Melhoramentos Bariri Soturna, sendo que alguns dos sócios eram: Nicolau Juliano Nicolielo, Abílio Ferreira Prestes, João Crepaldi, Antonio de Matos e João Viana. A sociedade reformou a estrada de Soturna até Bariri, construiu o porto, possuía uma balsa para a travessia do rio e uma linha de jardineira para o transporte coletivo.
Em 26 de abril de 1928 Pederneiras foi intitulada Comarca, então, o município de Iacanga, juntamente com o Distrito de Soturna, que antes estavam sob a jurisdição de Jaú, passam a ser jurisdicionados por Pederneiras. Nessa época, Soturna era um lugar pacato, porém seus fundadores e imigrantes sonhavam com o seu progresso, tanto que já existiam importantes indústrias, como a serraria do Abílio Ferreira Prestes, a olaria do Nicolau Juliano Nicolielo, a máquina de beneficiar café e arroz de José Matos e a Casa Confiança. Havia também um correio, um cinema e o grupo escolar. A economia era essencialmente rural e a maioria da população morava no campo, em pequenas propriedades.
A emancipação política de Arealva
Em 1944 muda-se com a família para Soturna o senhor Oliveiro Leutwiler, morador de Bariri. A mudança deu novos rumos a sua vida. O homem que nunca havia pensado em ser político acabou revolucionando a política local.
Nessa época o país vivia sob a Ditadura de Vargas, ficando o Estado de São Paulo nas mãos do interventor Ademar de Barros, enquanto que Iacanga, que tinha Plinio Meireles como prefeito, possuía três distritos: Soturna, Jacuba e Batalha (atual Reginópolis).
Um ano antes de ser convidado para assumir a subdelegacia de Soturna, em 1945, o “Seu” Oliveiro realizou como fazendeiro uma obra que lhe valeu prestígio e liderança. Iacanga não gozava de condições econômicas e braçais para socorrer seus distritos. Por isso, em  mutirão comandou 130 homens na reparação dos nove km de estrada que separavam o distrito da sua propriedade de Caetês.
No ano seguinte foi convidado por uma comissão de políticos iacanguenses a assumir o comando da subprefeitura de Soturna. Oliveiro aceitou o desafio na condição de que realizassem uma reforma tributária ampla, ou seja, todo dinheiro arrecadado em Soturna seria empregado no próprio distrito. Com Afid Miguel como secretário das finanças, o então subprefeito realizou melhorias significativas como pontes e a construção do “campo de aviação”.
Entre 1946 e 1947 aconteceu a realização do plebiscito do qual os moradores de Soturna decidiram pelo sim, o que lhes garantia o direito de em cinco anos transformarem o distrito em município. Em 1947 haveria eleição para governador e prefeito, o povo foi até a casa de Leutwiler e pediram para que fosse candidato a prefeito de Iacanga, representando Soturna. No dia 9 de novembro acabou vencendo a eleição. Sem subir em palanque ou tribuna para pedir votos, além de se tornar prefeito, carregou consigo oito vereadores de uma chapa de nove. Assim Oliveiro assumiu tendo garantida a maioria da Câmara de Iacanga.
Como a maioria da Câmara era do distrito, os vereadores Afid Miguel Aude (comerciante), Dídimo Maulaz da Silva (hoteleiro), Belarmino do Amaral Campos (dentista), Paulo Martins (farmacêutico), Adelino Mendonça (fazendeiro), José Teixeira (celeiro), Ciro Pegoraro (comerciante de Jacuba) e Orlando Moreto (fazendeiro do Quilombo), juntamente com o prefeito Oliveiro, foram os responsáveis pela emancipação político-administrativa do distrito de Soturna, que, a partir da Lei n. 233, de 24 de dezembro de 1948, foi elevado a categoria de município com o nome de Arealva, partindo do princípio de que a ilha que deu o nome a Soturna possuía muita areia branca, alva. Assim, uniram o substantivo AREIA, mais o adjetivo ALVA, dando origem ao nome do novo município. Jacuba passou a contar como distrito de Arealva.
Noventa dias era o prazo permitido pela Justiça Eleitoral para a realização da primeira eleição do novo município. Oliveiro continuou administrando Iacanga, mas exercendo forte influência em Arealva, tanto que lançou o primeiro candidato eleito a prefeito do recém-emancipado município. No dia 1º. de abril de 1949 tomou posse no novo cargo Job Garcia de Almeida, juntamente com a Câmara Legislativa composta por 13 vereadores, sendo eles: Adelino Mendonça, Avelino Rodrigues Lago, Belarmino do Amaral Filho, Didimo Maulaz da Silva, Henrique Bonsoni, Ignacio Francisco dos Santos, José Baio, Lázaro Rodrigues, Miguel Aude, Nelson Leutwiler, Otávio Loge, Paulo Genovese e Yolando Furlaneto.
A partir desse feito, outros arealvenses puderam atuar ativamente na vida política do município, deixando seu legado de benfeitorias. Sendo que o próprio Oliveiro tornou-se prefeito de Arealva na 2ª. legislatura (1953-1957). Após ele seguiram-se Adelino Mendonça (1957-1961), José Ruiz (1961-1965 e 1973-1977), Job Garcia de Almeida (1965-1969), Abílio Juliano Nicolielo (1969-1973 e 1983-1988), José Abílio Ferreira Prestes (1977-1983 e 1993-1996), Antonio Caracho Filho (1989-1992), Dr. Elson Banuth Barreto (1997-2000, 2001-2004 e 2009-2012) e Paulo Padanosque Pereira (2005-2008 e 2013-2016). 

## Geografia
Localiza-se às margens do Rio Tietê, numa latitude 22º01'43" sul e a uma longitude 48º54'40" oeste, estando a uma altitude de 445 metros. Possui uma área de 506,465 km².
Limita-se com os municípios de Itaju, Bariri, Pederneiras, Bauru, Boraceia, Iacanga e Reginópolis.

### Hidrografia
- Rio Tietê

### Rodovias
O principal acesso à cidade é a Rodovia Cezário José de Castilho (SP-321).

## Demografia
Dados do Censo - 2000
População total: 7.244
- Urbana: 5.245
- Rural: 1.999
- Homens: 3.725
- Mulheres: 3.519

Densidade demográfica (hab./km²): 14,30
Mortalidade infantil até 1 ano (por mil): 12,35
Expectativa de vida (anos): 73,21
Taxa de fecundidade (filhos por mulher): 2,41
Taxa de alfabetização: 90,45%
Índice de Desenvolvimento Humano (IDH-M): 0,790
- IDH-M Renda: 0,710
- IDH-M Longevidade: 0,804
- IDH-M Educação: 0,855

(Fonte: IPEADATA)

## Economia
A atividade econômica predominante no município é a agrícola.

## Infraestrutura

### Transportes

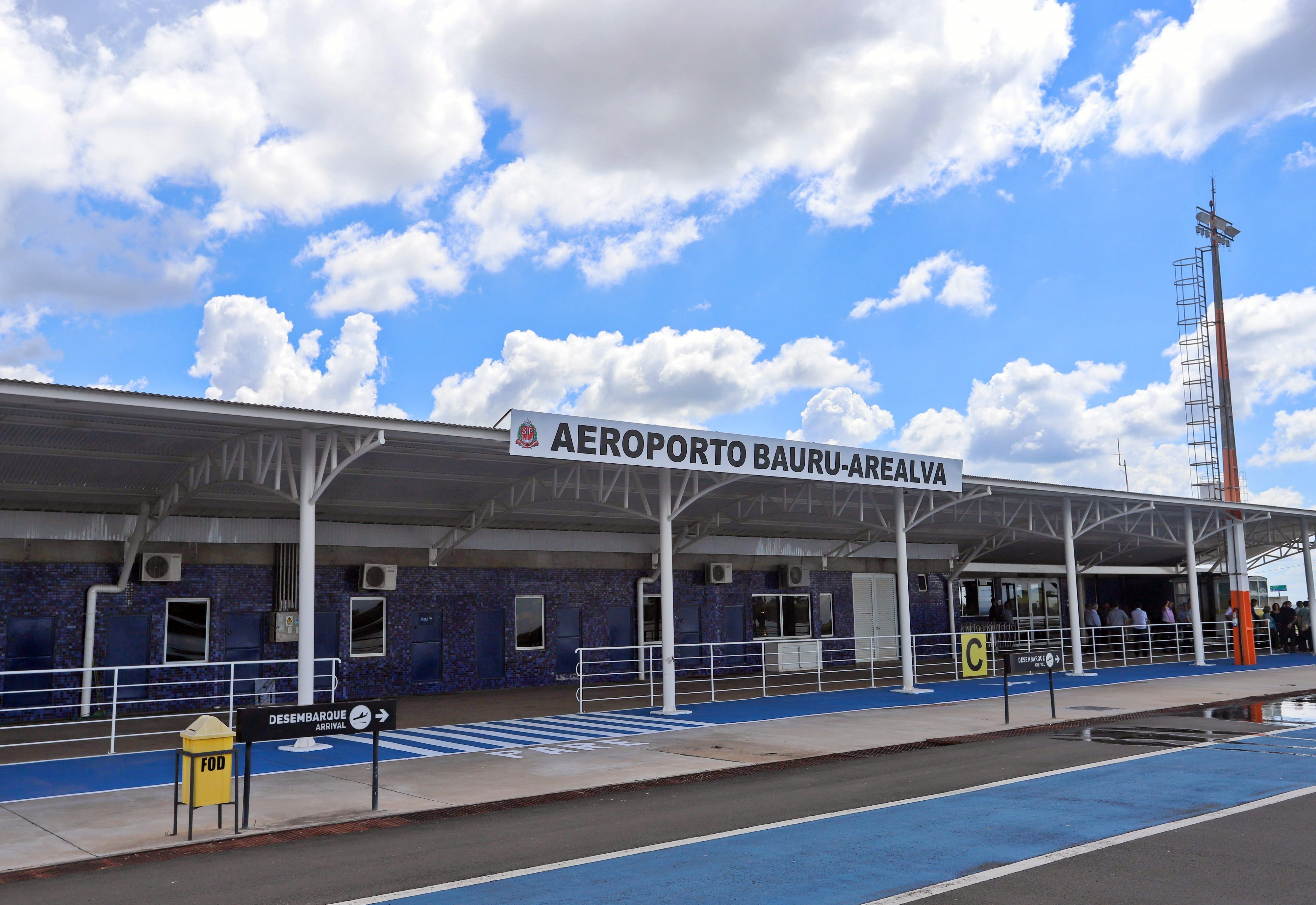
Aeroporto de Bauru-Arealva.

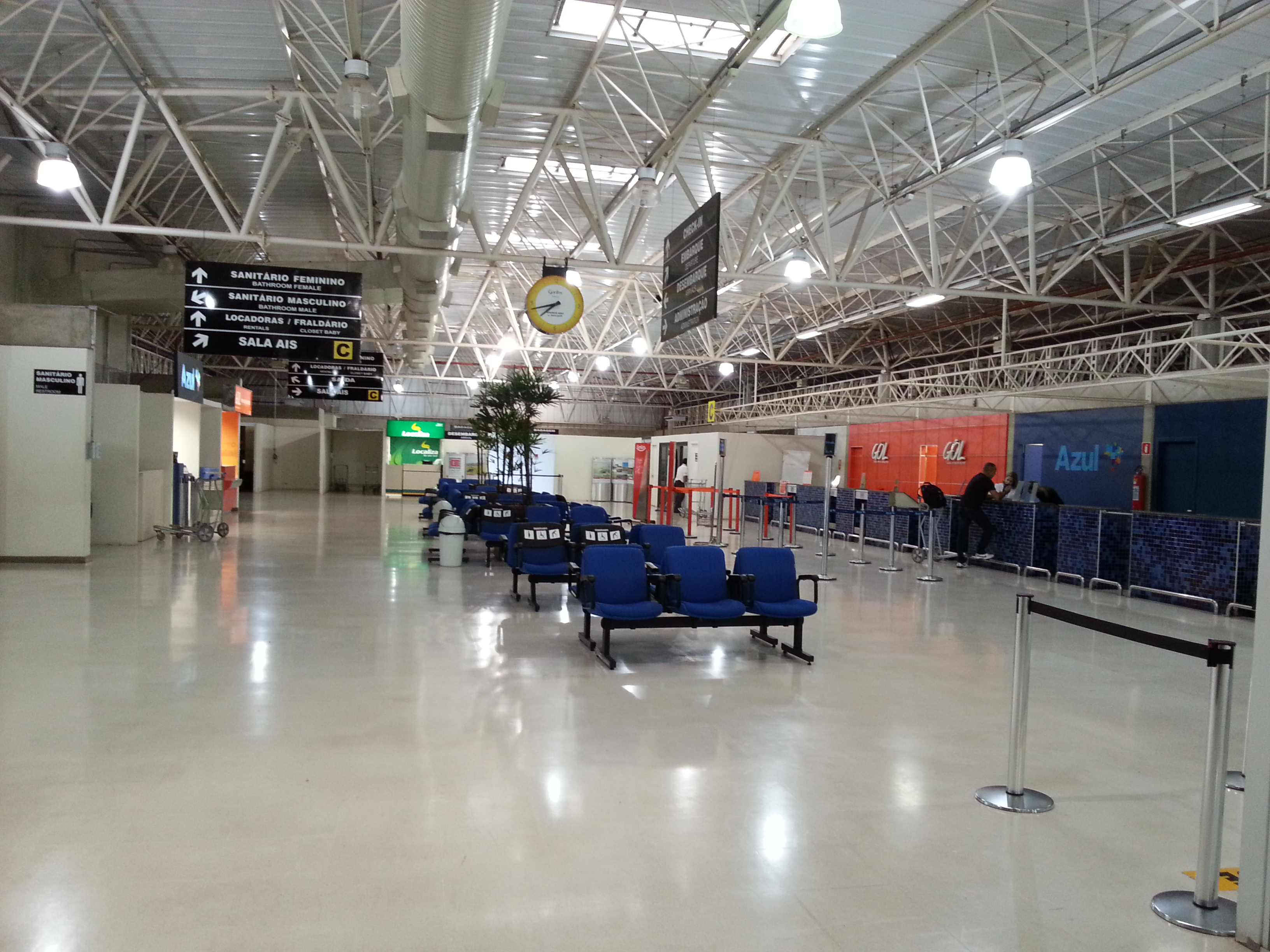
Saguão do aeroporto.

- Aeroporto Estadual de Bauru-Arealva "Moussa Nakhl Tobias".

### Saneamento
O serviço de abastecimento de água é feito pela Companhia de Saneamento Básico do Estado de São Paulo (SABESP).

### Energia
A concessionária de energia elétrica que atende o município é a CPFL Paulista, distribuidora do Grupo CPFL Energia.

### Comunicações
O sistema de telefones automáticos foi inaugurado na cidade em 1982 pela Telecomunicações de São Paulo (TELESP), que também implantou o sistema de discagem direta à distância (DDD) em 1988 com o código de área (0142). Anteriormente a cidade era atendida pela Companhia de Telecomunicações do Estado de São Paulo (COTESP).
Na década de 90 o código DDD da cidade foi alterado para (014), para padronização do sistema telefônico com a telefonia celular que estava sendo implantada em todo o estado.

## Cultura e lazer

### Esportes
Criado em 16 de março de 1954, mesmo não tendo disputado nenhum campeonato como profissional, o Arealva Futebol Clube, cujas cores são verde e branco, é a equipe de futebol mais tradicional do município. Seu grande rival, o Marilândia Futebol Clube, localizado no bairro do mesmo nome, também foi criado na mesma década.

## Religião
O Cristianismo se faz presente na cidade da seguinte forma:

### Igreja Católica
| Diocese          | Paróquia                     |
| ---------------- | ---------------------------- |
| Diocese de Bauru | Santa Catarina de Alexandria |

A Paróquia Santa Catarina de Alexandria foi fundada no ano de 1925.

### Igrejas Evangélicas
- Assembleia de Deus Ministério do Belém.[17][18]
- Congregação Cristã no Brasil.[19]
- Igreja Presbiteriana Independente do Brasil.[20]